# Mercogliano
Mercogliano é uma comuna italiana da região da Campania, província de Avellino, com cerca de 11.780 habitantes. Estende-se por uma área de 19 km², tendo uma densidade populacional de 620 hab/km². Faz fronteira com Avellino, Monteforte Irpino, Mugnano del Cardinale, Ospedaletto d'Alpinolo, Quadrelle, Summonte.

## Demografia
| Variação demográfica do município entre 1861 e 2011                               |
|                                                                                   |
| Fonte: Istituto Nazionale di Statistica (ISTAT) - Elaboração gráfica da Wikipedia |